# Adenosinedifosfaat
Adenosinedifosfaat of ADP is een ribonucleotide die is opgebouwd uit het nucleobase adenine, het monosacharide ribose en twee fosfaatgroepen. Het wordt vooral gevormd bij de hydrolyse van adenosinetrifosfaat (ATP), de belangrijkste energiebron voor biochemische reacties in veel organismen. ADP is tevens een precursor voor de aanmaak van ATP door middel van het F-type ATPase.

## Productie in de cel
ADP wordt gemaakt door de ribosomen van een cel. In de mitochondria wordt het gevormd door ATP te hydrolyseren. Hierbij komt een hoeveelheid chemische energie vrij die kan gekoppeld worden aan een biochemische reactie met een hoge activeringsenergie.

## Biochemische functies
In een cel wordt ADP omgezet in ATP door een fosfaatgroep te koppelen aan de reeds aanwezige fosfaatgroepen. Dit wordt bij dierlijke organismen (en sommige andere niet-dierlijke organismen) tot stand gebracht in de mitochondria door middel van dissimilatie. Ook kan ADP buiten de mitochondria worden omgezet naar ATP, door middel van melkzuurgisting (voornamelijk in spiercellen) of alcoholistische gisting (door gistcellen).
Bij planten wordt ADP naar ATP omgezet in de mitochondria.